# Villy, Yonne
Villy är en kommun i departementet Yonne i regionen Bourgogne-Franche-Comté i norra Frankrike. Kommunen ligger i kantonen Ligny-le-Châtel som tillhör arrondissementet Auxerre. År 2022 hade Villy 102 invånare.

## Befolkningsutveckling
Antalet invånare i kommunen Villy
| Referens: INSEE |